# Hermine von Hug-Hellmuth
Hermine von Hug-Hellmuth (Viena, 31 de agosto de 1871-18 de septiembre de 1924) fue una psicoanalista austríaca, pionera en el psicoanálisis infantil, pues fue la primera en plantearse la práctica analítica con niños, aunque considerando la cara pedagógica de ésta, limitándose a tratar niños mayores de 7 años y modificando aspectos del encuadre y de las reglas técnicas, como por ejemplo no emplear el diván ni las asociaciones libres, reducir el número de sesiones, permitir el uso del juego, contar con la colaboración de la familia, etc. Puede decirse que su práctica, más que específicamente analítica, fue psicoterapéutica, lo que no resta importancia a su clínica. Integró la Sociedad Psicológica de los Miércoles a partir de 1913. Pionera del psicoanálisis de niños, después de Freud y antes de Anna Freud y Melanie Klein.

## Biografía
Nació en Viena el seno de una familia católica y noble, aunque a partir de un momento dado con escasos medios económicos. Su padre, Hugo Hug, caballero von Hugenstein, llegó a ser lugarteniente coronel en el Ministerio de la Guerra del Imperio austrohúngaro, perdiendo toda su fortuna tras el derrumbe de la bolsa de 1873. Su madre, Ludovika Achelpohl, fue una típica señora burguesa, culta y políglota, que tuvo que enfrentar ésta crisis soportando una grave tuberculosis y falleció cuando Hermine contaba tan solo con 12 años. Al parecer, el padre de Hermine había tenido una hija fuera del matrimonio (Antonia Farmer, luego Antonia Hug), con una mujer de origen modesto, la cual llegó a ser maestra y madre de un hijo en 1906, llamado Rudolph (Rolf).
Dentro del psicoanálisis su nombre se ha intentado olvidar debido a un trágico final, aunque Freud la había designado como la figura oficial para representar al psicoanálisis infantil. También fue la tercera mujer, después de Margarethe Hilferding (1871-1942) y Sabina Spielrein (1885- 1941) que se aceptó como miembro de la Asociación Psicoanalítica de Viena desde otoño de 1913.
Perdió la vida estrangulada por su sobrino Rudolph Otto Hug, la madrugada del 8 al 9 de septiembre de 1924. De este hecho lamentable, William Stern, Alfred Adler, Wilhelm Stekel u otros, se valieron para atacar a las aplicaciones terapéuticas del psicoanálisis al niño, ya que se rumoreaba que Rudolf había sido objeto de tal tratamiento por su tía Hermine y que esto habría sido la causa de lo ocurrido, entendiendo que tal terapia no era adecuada para niños pequeños.